# Anne Cheynet
Anne-Marie Thérèse Fontaine (Saint Denis, Reunión, 23 de agosto de 1938 – 23 de mayo de 2025), conocida por su seudónimo Anne Cheynet, fue una escritora y poetisa francesa. Su obra de 1977, Les Muselés, es considerada una contribución significativa a la Literatura de Reunión, al ser la primera novela formalmente etiquetada como "reunionense".

## Biografía
Anne-Marie Thérèse Fontaine nació en Saint-Denis, Reunión, en 1938, y pasó su infancia en el barrio Saint-François de la ciudad. Viajó a Aix-en-Provence para estudiar en 1956, permaneciendo en el extranjero hasta 1963.
De regreso en la isla, trabajó como profesora de secundaria antes de involucrarse en política. Posteriormente, volvió a las aulas como profesora de preescolar.
Publicó su primer libro, la colección de poesía Matanans et Langoutis, en 1972, seguido de su obra más conocida, la novela Les Muselés, considerada la primera obra etiquetada como "novela reuniónense". La novela, de carácter activista, se centra en la vida de los pobres en Reunión. Cheynet, proveniente de una familia blanca pobre, se inspiró en sus experiencias de discriminación durante la era colonial de la isla.
Anne Cheynet publicó posteriormente varios otros libros, incluyendo la colección de poesía Ter tout' kouler y la colección de relatos cortos Rivages maouls. En 2022, lanzó una colección de cuentos bilingües ilustrada por Claire Ruiz, titulada La clé dans zot poche: Histoires semées depuis le Grand Sentier.
Entre 2001 y 2004, produjo tres discos de narración oral.
Escribió tanto en francés como en criollo.
Cheynet falleció el 23 de mayo de 2025, a los 86 años.

## Obras seleccionadas
- Matanans et Langoutis (poesía), 1972
- Les Muselés (novela), L'Harmattan, 1977
- Ter tout' kouler : Poème pour la terre multicolore (poesía), vol. 1, Ravine des Sables, ADMV, 1992
- Rivages maouls : histoires d'Annabelle (autobiografía), vol. 1, Océan, 1994
- La clé dans zot poche: Histoires semées depuis le Grand Sentier (cuentos), Éditions Poisson Rouge, 2022